# Вилли-ле-Мутье
Вилли́-ле-Мутье́ (фр. Villy-le-Moutier) — коммуна во Франции, находится в регионе Бургундия. Департамент коммуны — Кот-д’Ор. Входит в состав кантона Нюи-Сен-Жорж. Округ коммуны — Бон.
Код INSEE коммуны — 21708.

## Население
Население коммуны на 2010 год составляло 356 человек.
| 1962 | 1968 | 1975 | 1982 | 1990 | 1999 | 2010 |
| ---- | ---- | ---- | ---- | ---- | ---- | ---- |
| 191  | 195  | 175  | 165  | 191  | 216  | 356  |

## Экономика
В 2010 году среди 234 человек трудоспособного возраста (15—64 лет) 191 были экономически активными, 43 — неактивными (показатель активности — 81,6 %, в 1999 году было 79,6 %). Из 191 активных жителей работали 184 человека (101 мужчина и 83 женщины), безработных было 7 (2 мужчин и 5 женщин). Среди 43 неактивных 16 человек были учениками или студентами, 19 — пенсионерами, 8 были неактивными по другим причинам.